# Casa Masdéu
La Casa Masdéu és una casa medieval de la vila de Vilafranca de Conflent, de la comuna del mateix nom, a la comarca del Conflent, de la Catalunya del Nord.
Està situada al centre de la vila, als números 28 i 30 del carrer de Sant Joan, a prop de la Casa de la Vila de Vilafranca de Conflent.

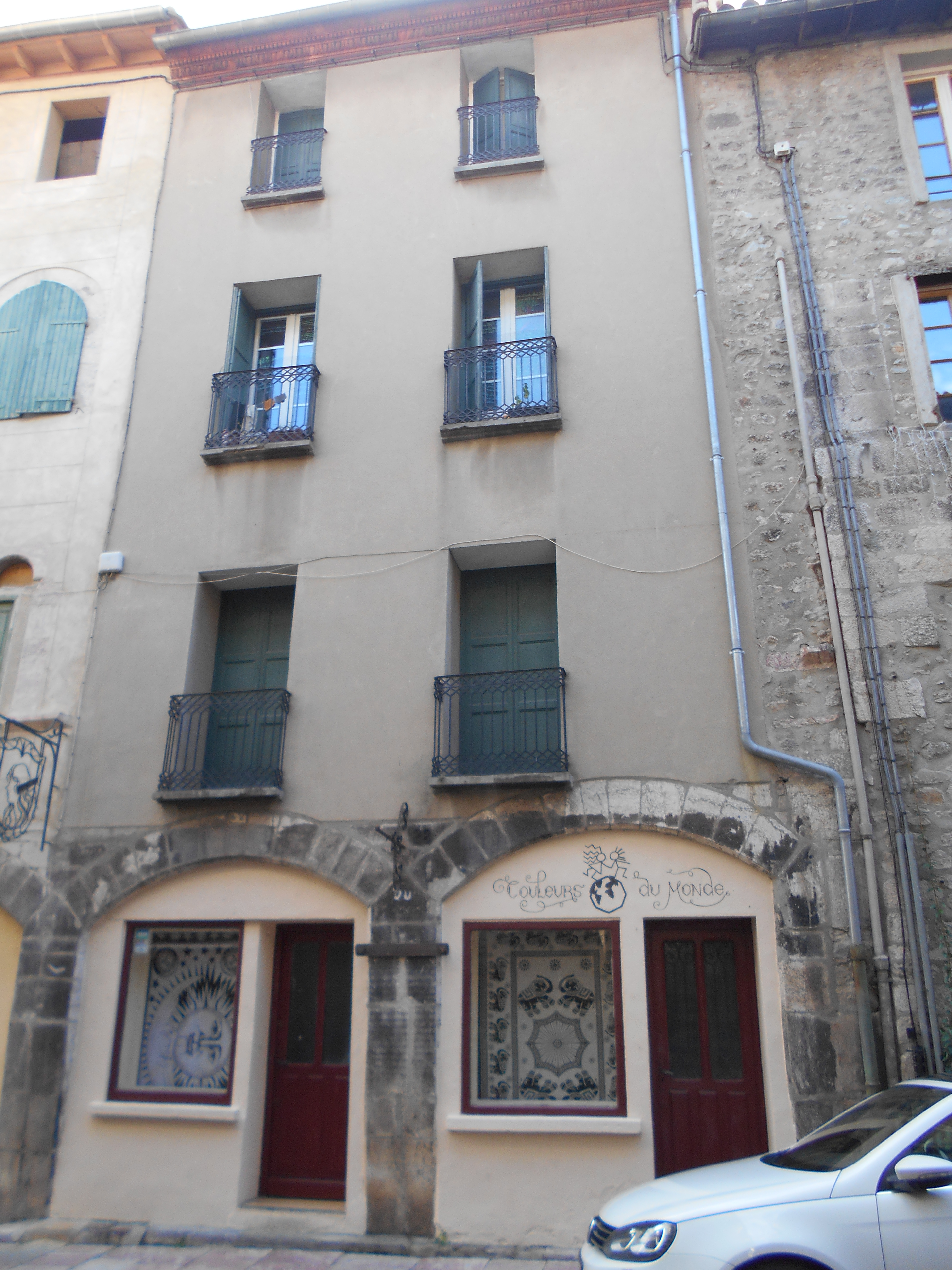
Meitat occidental de la casa, al número 28

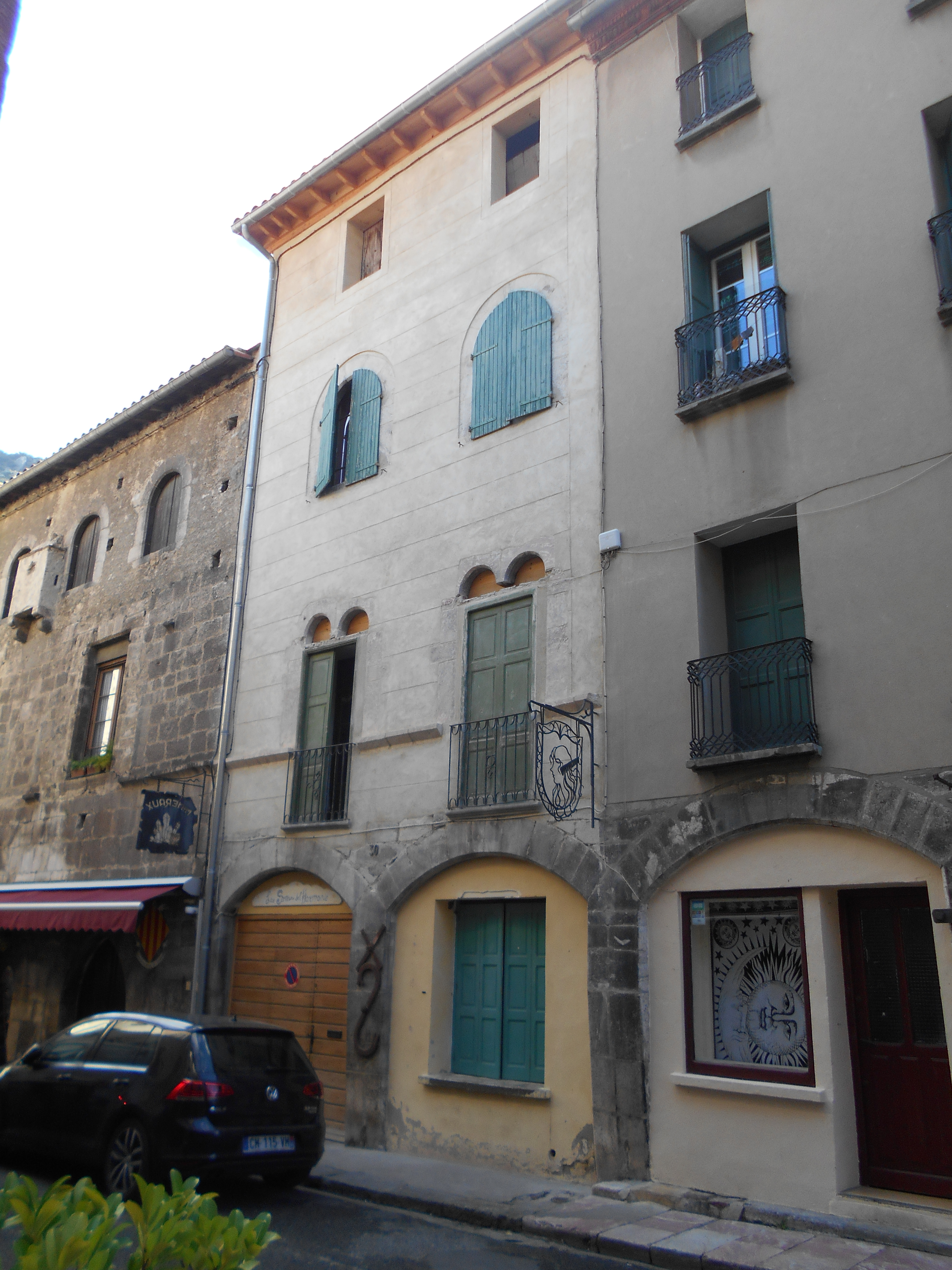
Meitat oriental de la casa, al número 30

La casa és del segle xiv, i, tot i ser un mateix edifici, molt gran, és actualment dividit en dos habitatges. El ràfec superior fa 12,87 m de llargària. La façana del carrer de Sant Joan reposa damunt de quatre arcs en segment de cercle, separats per pilars amb els enquadraments interiors aixamfranats (48 cm) i les dovelles extradossades. Les arcades fa 2,62 m, llevat de la més occidental, que fa 4 cm menys; els pilars que les separen fan 61 cm. El pilar més oriental arrenca del mateix angle de la casa. Al segon pis hi ha finestres antigues. Damunt d'un cordó de suport, al mateix nivell que el de la casa del costat oriental, clarament anterior. Hi ha el traç de dues finestres geminades a la meitat oriental. Al segon pis hi ha dues grans finestres cobertes de punt rodó a la meitat oriental.